# Trechnites morulus
Trechnites morulus är en stekelart som beskrevs av Prinsloo 1981. Trechnites morulus ingår i släktet Trechnites och familjen sköldlussteklar. Inga underarter finns listade i Catalogue of Life.